# Glossosoma alascense
Glossosoma alascense là một loài Trichoptera trong họ Glossosomatidae. Chúng phân bố ở miền Tân bắc.